# Saint-Pardoux-de-Drône
Saint-Pardoux-de-Drône (okzitanisch Sent Pardol de Drona) ist ein Ort und eine aus mehreren Weilern (hameaux) und Einzelgehöften bestehende Gemeinde mit 191 Einwohnern (Stand: 1. Januar 2022) im südfranzösischen Département Dordogne in der Region Nouvelle-Aquitaine. Die Bewohner werden Parfuldiens und Parfuldiennes genannt.

## Lage
Saint-Pardoux-de-Drône liegt ca. 31 km (Fahrtstrecke) nordwestlich von Périgueux bzw. knapp 65 km südöstlich von Angoulême in der historischen Provinz Périgord in einer Höhe von 165 m ü. d. M. Das Klima ist gemäßigt und wird gleichermaßen vom Atlantik und von den Bergen des Zentralmassivs beeinflusst.

## Bevölkerungsentwicklung
| Jahr      | 1800 | 1851 | 1901 | 1954 | 1999 | 2013 |
| Einwohner | 484  | 503  | 384  | 247  | 215  | 207  |

Der kontinuierliche Bevölkerungsrückgang seit der zweiten Hälfte des 19. Jahrhunderts ist im Wesentlichen auf die Reblauskrise im Weinbau und die zunehmende Mechanisierung der Landwirtschaft und den damit einhergehenden Verlust an Arbeitsplätzen zurückzuführen.

## Wirtschaft
Der Ort und seine Umgebung waren jahrhundertelang landwirtschaftlich geprägt; die meisten Menschen lebten als Selbstversorger von den Erträgen ihrer Felder und Gärten; auch Viehzucht und Weinbau wurden betrieben. Im Ort selbst ließen sich Handwerker, Kleinhändler und Dienstleister nieder. Seit den 1960er Jahren spielt der Tourismus in Form der Vermietung von Ferienwohnungen (gîtes) eine nicht unbedeutende Rolle im Wirtschaftsleben der Gemeinde.

## Geschichte
Im 11. Jahrhundert existierte eine Burg (château); der Ort selbst wird erstmals im Jahr 1276 erwähnt – aus dieser Zeit stammt auch die noch heute existierende Pfarrkirche. Saint-Pardoux wurde erst während der Französischen Revolution (1790) als Gemeinde (commune) anerkannt.

## Sehenswürdigkeiten
- Die im 13. Jahrhundert erbaute einschiffige Pfarrkirche Saint-Pardoux ist dem hl. Pardulf von Gueret geweiht. Im Jahr 1560 wurde sie in großen Teilen von den Protestanten zerstört; nur die Apsis blieb halbwegs unversehrt. Das heutige Kirchenschiff stammt aus dem 17. Jahrhundert; beachtenswert ist das vollkommen schmucklose Eingangsportal. Der Glockengiebel wurde im Jahr 1841 hinzugefügt. Der Kirchenbau wurde im Jahr 2000 in die Liste des nationalen Denkmalinventars (Base Mérimée) aufgenommen.[3]
- Im Ortszentrum steht das in Privatbesitz befindliche Manoir du Maine, ein zweigeschossiger Bau mit ausgebautem Mansardengeschoss aus dem 16. Jahrhundert, der jedoch im 18. und 19. Jahrhundert ausgebaut wurde. Das Bauwerk wurde im Jahr 2000 in die Liste des nationalen Denkmalinventars aufgenommen.[4]

Umgebung
- Das isoliert stehende Schlösschen (Château de la Tuilière) von Saint-Pardoux mit seinen zwei mittelalterlich wirkenden Rundtürmen entstammt wahrscheinlich dem 14. Jahrhundert. Im 19. Jahrhundert war hier zeitweise eine Weberei untergebracht. Der in Privatbesitz befindliche Bau wurde im Jahr 2000 in die Liste des nationalen Denkmalinventars aufgenommen.[5]